# Stop, mens legen er go'
Chansons représentant le Danemark au Concours Eurovision de la chanson
For din skyld
(1965) Boom Boom
(1978)
Stop, mens legen er go' (« Arrête, tant que cela est bon ») est une chanson interprétée par Ulla Pia, sortie en 1966. C'est la chanson représentant le Danemark au Concours Eurovision de la chanson 1966.
Elle a également été enregistrée par Ulla Pia en italien sous le titre Tu no! (« Pas toi ! »),.
C'est la dernière chanson du Danemark à l'Eurovision avant son retour en 1978 avec la chanson Boom Boom interprétée par le groupe Mabel.

## À l'Eurovision

### Sélection
La chanson Stop, mens legen er go', interprétée par Ulla Pia, est sélectionnée le 6 février 1966 lors de la 10e édition du Dansk Melodi Grand Prix, pour représenter le Danemark au Concours Eurovision de la chanson 1966 le 5 mars à Luxembourg.

### À Luxembourg
La chanson est intégralement interprétée en danois, langue officielle du Danemark, comme l'impose la règle de 1966 à 1972. L'orchestre est dirigé par Arne Lamberth.
Stop, mens legen er go' est la deuxième chanson interprétée lors de la soirée du concours, suivant Die Zeiger der Uhr de Margot Eskens pour l'Allemagne et précédant Un peu de poivre, un peu de sel de Tonia pour la Belgique.
À l'issue du vote, elle obtient 4 points, se classant 14e sur 18 chansons,.

## Liste des titres
| A1. | Stop, mens legen er go'  | Erik Kåre                 |  |
| A2. | Kom og dans en bossanova | Carl Andersen, Erik Kaare |  |

## Classements

### Classements hebdomadaires
| Classement (1966)    | Meilleure position |
| -------------------- | ------------------ |
| Danemark (Billboard) | 2                  |

## Historique de sortie
| Pays     | Titre                   | Date | Format   | Label              |
| -------- | ----------------------- | ---- | -------- | ------------------ |
| Danemark | Stop, mens legen er go' | 1966 | 45 tours | His Master's Voice |
| Italie   | Tu no!                  | 1966 | 45 tours | His Master's Voice |